# Tour Super-Italie

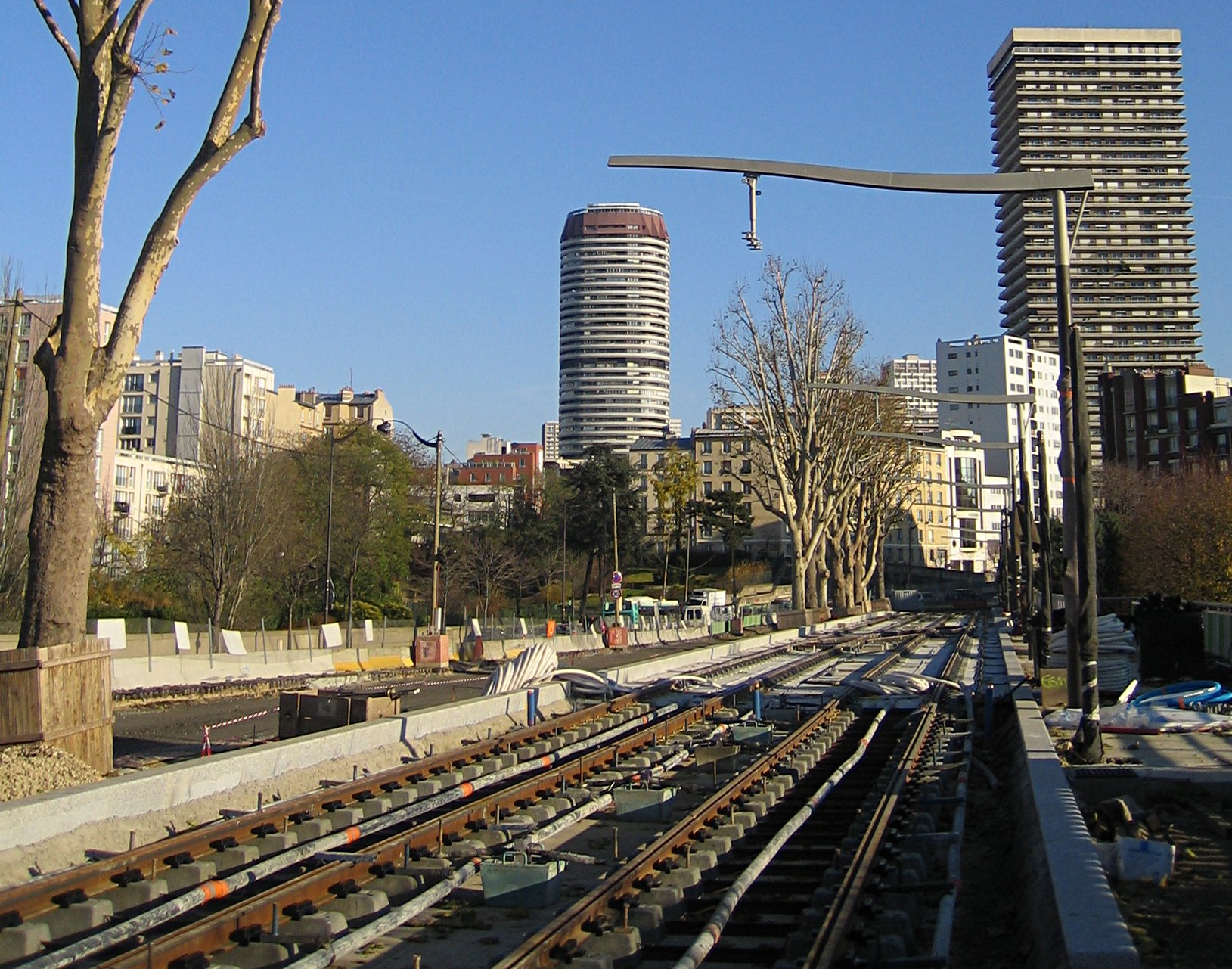
Vista de la tour Super-Italie

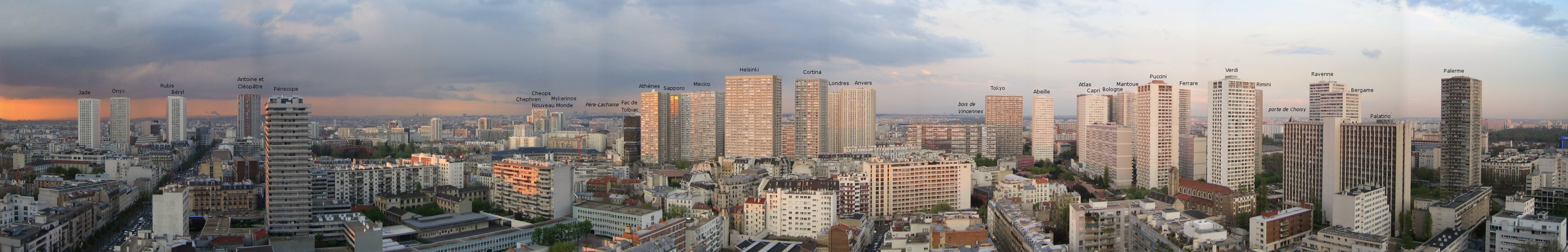
Vista des de la Tour Super-Italie de les torres residencials de París

La tour Super-Italie és un gratacel construït per l'arquitecte Maurice Novarina principalment residencial, situat al  13è districte de París, a França.
Acabat el febrer de 1974, d'una alçada total de 112 m, Super-Italie és la torre més alta de l'operació urbanística Italie 13 i el segon edifici residencial més alt de París intramurs, després de la torre Prélude dels Orgues de Flandre. Una segona torre, de forma idèntica, havia de ser construïda al mateix illot. La detenció dels programes de torres al començament del mandat de Valéry Giscard d'Estaing va comportar l'anul·lació d'aquest projecte.
També coneguda al barri amb el nom de «tour ronde», es distingeix de les altres torres del 13è districte per la seva forma de doble ansa de cistella així com per una «coroneta» (voladís fortament inclinat) que recobreix els tres darrers nivells. El seu pes total és de 44.000 tones, és a dir quatre vegades i mig el pes de la torre Eiffel.